# أرت ديلاني
أرت ديلاني (بالإنجليزية: Art Delaney)‏ هو لاعب كرة قاعدة أمريكي، ولد في 5 يناير 1897 في شيكاغو في الولايات المتحدة، وتوفي في 2 مايو 1970 في هايوارد في الولايات المتحدة.

## وصلات خارجية
- أرت ديلاني على موقعبيزبول رفرنس.كوم (الدوري الرئيسي) (الإنجليزية)